# Valérie Bonneton
Valérie Bonneton (Somain, 5 aprile 1970) è un'attrice francese.
Attrice che si divide tra teatro, cinema e televisione, tra piccolo e - soprattutto - grande schermo, è apparsa in oltre una quarantina di differenti produzioni, a partire dalla metà degli anni novanta. Tra i suoi ruoli principali, figurano, tra l'altro, quello di Caroline Guérin nella serie televisiva La Famille Guérin (2002), quello di Fabienne Lepic nella serie televisiva Fais pas ci, fais pas ça (2007-...), quello di Véronique Cantara nel film Piccole bugie tra amici (2010), quello di Valérie nel film Tutta colpa del vulcano, ecc.

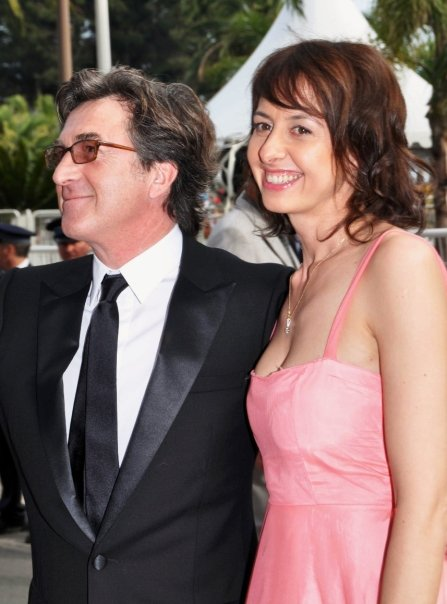
Valérie Bonneton assieme a François Cluzet nel 2009

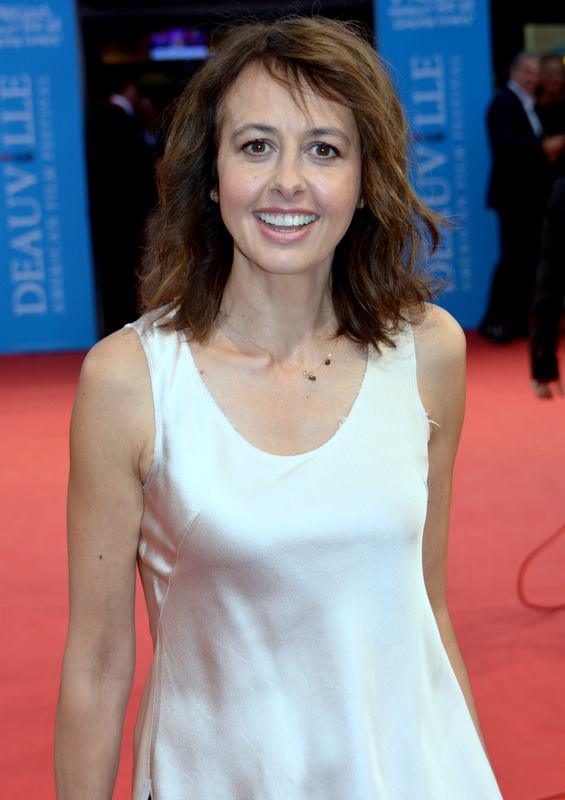
Valérie Bonneton nel 2014

## Filmografia

### Cinema
- La vie parisienne, regia di Hélène Angel - cortometraggio (1995)
- Love, etc., regia di Marion Vernoux (1996)
- La voie est libre, regia di Stéphane Clavier (1998)
- Jeanne et le garçon formidable, regia di Olivier Ducastel e Jacques Martineau (1998)
- (G)rève party, regia di Fabien Onteniente (1998)
- La mort du chinois, regia di Jean-Louis Benoît (1998)
- Mookie, regia di Hervé Palud (1998)
- L'homme de ma vie, regia di Stéphane Kurc (1999)
- Les destinées sentimentales, regia di Olivier Assayas (2000)
- Voyance et manigance, regia di Eric Fourniols (2001)
- Le bison (et sa voisine Dorine), regia di Isabelle Nanty (2003)
- Janis & John, regia di Samuel Benchetrit (2003)
- France Boutique, regia di Tonie Marshall (2003)
- Les gens honnêtes vivent en France, regia di Bob Decout (2005)
- La cloche a sonné, regia di Bruno Herbulot (2005)
- Je vous trouve très beau, regia di Isabelle Mergault (2005)
- Essaye-moi, regia di Pierre-François Martin-Laval (2006)
- La giungla a Parigi (La jungle), regia di Matthieu Delaporte (2006)
- L'école pour tous, regia di Éric Rochant (2006)
- Ore d'estate (L'heure d'été), regia di Olivier Assayas (2008)
- Piccole bugie tra amici (Les petits mouchoirs), regia di Guillaume Canet (2010)
- L'amore inatteso (Qui a envie d'être aimé?), regia di Anne Giafferi (2010)
- Propriété interdite, regia di Hélène Angel (2011)
- Un amore di gioventù (Un amour de jeunesse), regia di Mia Hansen-Løve (2011)
- Le Skylab, regia di Julie Delpy (2011)
- L'oncle Charles, regia di Étienne Chatiliez (2012)
- Benvenuti a Saint-Tropez (Des gens qui s'embrassent), regia di Danièle Thompson (2013)
- Tutta colpa del vulcano (Eyjafjallajökull), regia di Alexandre Coffre (2013)
- Supercondriaco - Ridere fa bene alla salute (Supercondriaque), regia di Dany Boon (2014)
- À coup sûr, regia di Delphine de Vigan (2014)
- Jacky nel reame delle donne (Jacky au royaume des filles), regia di Riad Sattouf (2014)
- Tutti pazzi in casa mia (Une heure de tranquillité), regia di Patrice Leconte (2014)
- Jamais de la vie, regia di Pierre Jolivet (2015)
- Benvenuti... ma non troppo (Le Grand Partage), regia di Alexandra Leclère (2015)
- Sono dappertutto (Ils sont partout), regia di Yvan Attal (2016)
- Un marito a metà (Garde alternée), regia di Alexandra Leclère (2017)
- Ti ripresento i tuoi (La ch'tite famille), regia di Dany Boon (2018)
- Grandi bugie tra amici (Nous finirons ensemble), regia di Guillaume Canet (2019)

### Televisione
- Viens jouer dans la cour des grands – film TV (1997)
- Le feu sous la glace – film TV (1998)
- Chasseurs d'écume – miniserie TV, 2 puntate (1999)
- La Famille Guérin – serie TV, 6 episodi (2001)
- Caméra café – serie TV, 1 episodio (2003)
- Vénus & Apollon – serie TV, 1 episodio (2005)
- Chez Maupassant – serie TV, 1 episodio (2007)
- Fais pas ci, fais pas ça – serie TV, 68 episodi (2007-2017)
- Le Romancier Martin – miniserie TV (2012)
- Irma Vep - La vita imita l'arte (Irma Vep) – miniserie TV, 2 puntate (2022)

## Riconoscimenti
- 2009: Ninfa d'oro come miglior attrice in una serie TV commedia per il ruolo di Fabienne Lepic in Fais pas ci, fais pas ça[3]
- 2011: Candidatura al Premio César come miglior attrice non protagonista per Les petits mouchoirs[4]
- 2012: Candidatura alla ninfa d'oro come miglior attrice in una serie TV commedia per il ruolo di Fabienne Lepic in Fais pas ci, fais pas ça

## Doppiatrici italiane
Nelle versioni in italiano delle opere in cui ha recitato, Valérie Bonneton è stata doppiata da:
- Claudia Razzi in Piccole bugie tra amici
- Roberta Paladini in Un amore di gioventù, Un marito a metà
- Barbara De Bortoli in Tutta colpa del vulcano
- Giulia Franzoso in Benvenuti.... ma non troppo
- Roberta Gasparetti in Supercondriaco - Ridere fa bene alla salute
- Roberta Greganti in Tutti pazzi in casa mia
- Chiara Colizzi in Grandi bugie tra amici